# 大洲市
大洲市（おおずし）は、愛媛県の南予地方に位置する市。

## 概要
「伊予の小京都」と呼ばれる。肱川の流域にある大洲城を中心に発展した旧城下町である。大洲市の城下町の取り組みは、2021年度にはグッドデザイン賞受賞。

## 地理

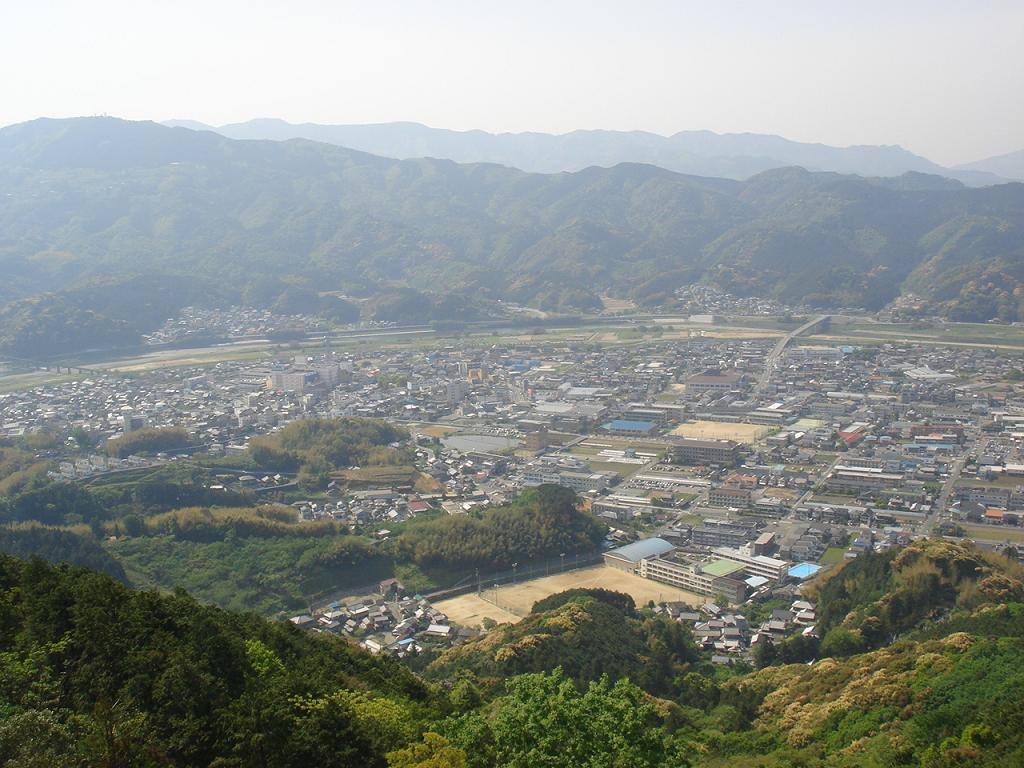
冨士山より大洲市街を望む

大洲市中心部周辺の空中写真。
2013年3月5日撮影の15枚を合成作成。。

### 地形
肱川の中下流域からなり、特に旧大洲地域は肱川と矢落川とが合流する地点で盆地を形成している。さらにその下流に向かっては谷を形成しつつ、長浜地域にて伊予灘に注ぎ込む。山は、肱川支流の河辺川源流では標高1000mを越える地点もあるが、それ以外は500〜800mの比較的なだらかな山々が連なっている。

#### 山岳
主な山
- 金山
- 壷神山
- 冨士山
- 神南山

#### 河川
主な川
- 肱川
- 河辺川
- 久米川
- 矢落川
- 大和川

#### 島嶼
主な島
- 青島

### 気候
盆地型で、霧が発生しやすい。肱川河口（長浜）では、肱川あらしという現象が観察される。
冬は基本的には温暖なものの、寒波が来ると愛媛県内でも雪が降りやすい地域であり、20〜30cmの大雪となることもある。
台風等の来襲は少ないものの、肱川は下流で狭まっていることから、大洲盆地でボトルネックとなり、大雨が続くと増水しやすく、平成30年7月豪雨など過去に何度も浸水被害に見舞われている。
| 大洲（1991年 - 2020年）の気候      | 大洲（1991年 - 2020年）の気候 | 大洲（1991年 - 2020年）の気候 | 大洲（1991年 - 2020年）の気候 | 大洲（1991年 - 2020年）の気候 | 大洲（1991年 - 2020年）の気候 | 大洲（1991年 - 2020年）の気候 | 大洲（1991年 - 2020年）の気候 | 大洲（1991年 - 2020年）の気候 | 大洲（1991年 - 2020年）の気候 | 大洲（1991年 - 2020年）の気候 | 大洲（1991年 - 2020年）の気候 | 大洲（1991年 - 2020年）の気候 | 大洲（1991年 - 2020年）の気候 |
| 月                                 | 1月                           | 2月                           | 3月                           | 4月                           | 5月                           | 6月                           | 7月                           | 8月                           | 9月                           | 10月                          | 11月                          | 12月                          | 年                            |
| ---------------------------------- | ----------------------------- | ----------------------------- | ----------------------------- | ----------------------------- | ----------------------------- | ----------------------------- | ----------------------------- | ----------------------------- | ----------------------------- | ----------------------------- | ----------------------------- | ----------------------------- | ----------------------------- |
| 最高気温記録 °C （°F）             | 21.4 (70.5)                   | 24.4 (75.9)                   | 26.2 (79.2)                   | 32.2 (90)                     | 34.5 (94.1)                   | 34.9 (94.8)                   | 38.2 (100.8)                  | 38.3 (100.9)                  | 37.4 (99.3)                   | 32.6 (90.7)                   | 28.4 (83.1)                   | 24.5 (76.1)                   | 38.3 (100.9)                  |
| 平均最高気温 °C （°F）             | 9.8 (49.6)                    | 11.2 (52.2)                   | 15.2 (59.4)                   | 20.9 (69.6)                   | 25.6 (78.1)                   | 28.0 (82.4)                   | 32.2 (90)                     | 33.4 (92.1)                   | 29.4 (84.9)                   | 23.8 (74.8)                   | 17.8 (64)                     | 12.0 (53.6)                   | 21.6 (70.9)                   |
| 日平均気温 °C （°F）               | 5.1 (41.2)                    | 5.8 (42.4)                    | 9.2 (48.6)                    | 14.2 (57.6)                   | 18.9 (66)                     | 22.6 (72.7)                   | 26.7 (80.1)                   | 27.4 (81.3)                   | 23.7 (74.7)                   | 17.8 (64)                     | 12.1 (53.8)                   | 7.0 (44.6)                    | 15.9 (60.6)                   |
| 平均最低気温 °C （°F）             | 1.2 (34.2)                    | 1.4 (34.5)                    | 4.0 (39.2)                    | 8.4 (47.1)                    | 13.2 (55.8)                   | 18.5 (65.3)                   | 22.7 (72.9)                   | 23.2 (73.8)                   | 19.7 (67.5)                   | 13.6 (56.5)                   | 8.0 (46.4)                    | 3.3 (37.9)                    | 11.4 (52.5)                   |
| 最低気温記録 °C （°F）             | −5.0 (23)                     | −7.3 (18.9)                   | −4.2 (24.4)                   | −1.0 (30.2)                   | 3.7 (38.7)                    | 8.8 (47.8)                    | 14.0 (57.2)                   | 15.6 (60.1)                   | 8.3 (46.9)                    | 2.4 (36.3)                    | −0.4 (31.3)                   | −4.7 (23.5)                   | −7.3 (18.9)                   |
| 降水量 mm （inch）                 | 74.8 (2.945)                  | 87.4 (3.441)                  | 119.5 (4.705)                 | 127.5 (5.02)                  | 149.8 (5.898)                 | 282.9 (11.138)                | 234.9 (9.248)                 | 138.1 (5.437)                 | 175.6 (6.913)                 | 124.0 (4.882)                 | 94.5 (3.72)                   | 94.9 (3.736)                  | 1,700.8 (66.961)              |
| 平均降水日数 （≥1.0 mm）           | 10.6                          | 10.1                          | 11.6                          | 10.2                          | 9.3                           | 12.9                          | 10.5                          | 8.6                           | 10.1                          | 8.3                           | 9.3                           | 11.8                          | 123.1                         |
| 平均月間日照時間                   | 86.2                          | 113.5                         | 154.6                         | 179.4                         | 190.5                         | 127.2                         | 176.0                         | 200.3                         | 148.2                         | 140.4                         | 104.8                         | 81.4                          | 1,708.4                       |
| 出典1：Japan Meteorological Agency |                               |                               |                               |                               |                               |                               |                               |                               |                               |                               |                               |                               |                               |
| 出典2：気象庁                      |                               |                               |                               |                               |                               |                               |                               |                               |                               |                               |                               |                               |                               |

| 長浜（1991年 - 2020年）の気候      | 長浜（1991年 - 2020年）の気候 | 長浜（1991年 - 2020年）の気候 | 長浜（1991年 - 2020年）の気候 | 長浜（1991年 - 2020年）の気候 | 長浜（1991年 - 2020年）の気候 | 長浜（1991年 - 2020年）の気候 | 長浜（1991年 - 2020年）の気候 | 長浜（1991年 - 2020年）の気候 | 長浜（1991年 - 2020年）の気候 | 長浜（1991年 - 2020年）の気候 | 長浜（1991年 - 2020年）の気候 | 長浜（1991年 - 2020年）の気候 | 長浜（1991年 - 2020年）の気候 |
| 月                                 | 1月                           | 2月                           | 3月                           | 4月                           | 5月                           | 6月                           | 7月                           | 8月                           | 9月                           | 10月                          | 11月                          | 12月                          | 年                            |
| ---------------------------------- | ----------------------------- | ----------------------------- | ----------------------------- | ----------------------------- | ----------------------------- | ----------------------------- | ----------------------------- | ----------------------------- | ----------------------------- | ----------------------------- | ----------------------------- | ----------------------------- | ----------------------------- |
| 最高気温記録 °C （°F）             | 20.2 (68.4)                   | 22.4 (72.3)                   | 25.7 (78.3)                   | 28.0 (82.4)                   | 30.6 (87.1)                   | 35.5 (95.9)                   | 36.3 (97.3)                   | 35.9 (96.6)                   | 36.0 (96.8)                   | 31.4 (88.5)                   | 28.1 (82.6)                   | 24.1 (75.4)                   | 36.3 (97.3)                   |
| 平均最高気温 °C （°F）             | 9.8 (49.6)                    | 10.2 (50.4)                   | 13.1 (55.6)                   | 17.6 (63.7)                   | 21.7 (71.1)                   | 24.5 (76.1)                   | 28.9 (84)                     | 29.9 (85.8)                   | 26.7 (80.1)                   | 22.3 (72.1)                   | 17.4 (63.3)                   | 12.4 (54.3)                   | 19.6 (67.3)                   |
| 日平均気温 °C （°F）               | 6.5 (43.7)                    | 6.8 (44.2)                    | 9.4 (48.9)                    | 13.6 (56.5)                   | 17.7 (63.9)                   | 21.2 (70.2)                   | 25.4 (77.7)                   | 26.5 (79.7)                   | 23.5 (74.3)                   | 18.6 (65.5)                   | 13.5 (56.3)                   | 8.7 (47.7)                    | 16.0 (60.8)                   |
| 平均最低気温 °C （°F）             | 3.1 (37.6)                    | 3.3 (37.9)                    | 5.6 (42.1)                    | 9.7 (49.5)                    | 14.1 (57.4)                   | 18.5 (65.3)                   | 22.7 (72.9)                   | 23.7 (74.7)                   | 20.6 (69.1)                   | 14.9 (58.8)                   | 9.6 (49.3)                    | 5.2 (41.4)                    | 12.6 (54.7)                   |
| 最低気温記録 °C （°F）             | −2.6 (27.3)                   | −4.2 (24.4)                   | −2.5 (27.5)                   | 0.9 (33.6)                    | 5.0 (41)                      | 10.0 (50)                     | 14.9 (58.8)                   | 17.5 (63.5)                   | 11.3 (52.3)                   | 4.1 (39.4)                    | 1.6 (34.9)                    | −2.1 (28.2)                   | −4.2 (24.4)                   |
| 降水量 mm （inch）                 | 44.5 (1.752)                  | 59.2 (2.331)                  | 94.7 (3.728)                  | 107.1 (4.217)                 | 132.4 (5.213)                 | 243.7 (9.594)                 | 207.8 (8.181)                 | 106.4 (4.189)                 | 147.0 (5.787)                 | 97.6 (3.843)                  | 71.1 (2.799)                  | 59.9 (2.358)                  | 1,371.2 (53.984)              |
| 平均降水日数 （≥1.0 mm）           | 7.0                           | 7.7                           | 9.8                           | 9.5                           | 9.0                           | 12.2                          | 10.0                          | 7.5                           | 9.0                           | 7.5                           | 7.7                           | 8.6                           | 105.5                         |
| 平均月間日照時間                   | 104.9                         | 129.0                         | 169.7                         | 196.1                         | 217.5                         | 161.9                         | 207.1                         | 231.5                         | 171.0                         | 168.1                         | 127.0                         | 98.8                          | 1,982.7                       |
| 出典1：Japan Meteorological Agency |                               |                               |                               |                               |                               |                               |                               |                               |                               |                               |                               |                               |                               |
| 出典2：気象庁                      |                               |                               |                               |                               |                               |                               |                               |                               |                               |                               |                               |                               |                               |

### 人口
| |                                        |  |
| 大洲市と全国の年齢別人口分布（2005年） | 大洲市の年齢・男女別人口分布（2005年） |  |
| ■紫色 ― 大洲市 ■緑色 ― 日本全国 | ■青色 ― 男性 ■赤色 ― 女性              |  |
| 大洲市（に相当する地域）の人口の推移 \| 1970年（昭和45年） \| 58,755人 \| \| \| 1975年（昭和50年） \| 56,996人 \| \| \| 1980年（昭和55年） \| 57,014人 \| \| \| 1985年（昭和60年） \| 57,263人 \| \| \| 1990年（平成2年） \| 55,766人 \| \| \| 1995年（平成7年） \| 53,850人 \| \| \| 2000年（平成12年） \| 52,762人 \| \| \| 2005年（平成17年） \| 50,786人 \| \| \| 2010年（平成22年） \| 47,157人 \| \| \| 2015年（平成27年） \| 44,086人 \| \| \| 2020年（令和2年） \| 40,575人 \| \| |                                        |  |
| 総務省統計局 国勢調査より |                                        |  |
| 1970年（昭和45年） | 58,755人                               |  |
| 1975年（昭和50年） | 56,996人                               |  |
| 1980年（昭和55年） | 57,014人                               |  |
| 1985年（昭和60年） | 57,263人                               |  |
| 1990年（平成2年） | 55,766人                               |  |
| 1995年（平成7年） | 53,850人                               |  |
| 2000年（平成12年） | 52,762人                               |  |
| 2005年（平成17年） | 50,786人                               |  |
| 2010年（平成22年） | 47,157人                               |  |
| 2015年（平成27年） | 44,086人                               |  |
| 2020年（令和2年） | 40,575人                               |  |

### 隣接自治体
愛媛県
- 松山市
- 八幡浜市
- 西予市
- 伊予市
- 喜多郡：内子町

山口県
- 柳井市
- 大島郡：周防大島町

## 歴史

### 近世
江戸時代
藩政期は大洲藩に属した。

### 近代
明治時代
- 1888年（明治21年） - 大洲城天守閣取り壊し。
- 1895年（明治28年） - 全国蚕糸業大会・第一回全国木蝋業者大会が大洲町で開催。
- 1907年（明治40年） - 臥龍山荘完成。

### 現代
昭和時代
- 1946年（昭和21年）12月21日 - 昭和南海地震の被害を受ける。
- 1950年（昭和25年）3月20日：昭和天皇のお召し列車が伊予大洲駅に5分間停車。駅前奉迎が行われた（昭和天皇の戦後巡幸）[7]。
- 1959年（昭和34年）3月 - 鹿野川ダム完成。
- 1974年（昭和49年） - 市の花木に「つつじ」制定。
- 1984年（昭和59年） - 現市庁舎完成。

平成時代
- 1993年（平成5年） - シンボルマーク決定。
- 1995年（平成7年） - 梅雨前線豪雨による大洪水発生、東大洲地区水没。
- 2000年（平成12年）7月28日 - 松山自動車道が大洲ICまで延伸。
- 2004年（平成16年）7月 - 大洲城天守閣復元工事が完成。
- 2018年（平成30年）7月 - 平成30年7月豪雨により肱川が氾濫するなど、甚大な被害を受ける。

### 行政区画の変遷
- 1954年（昭和29年）9月1日 - 喜多郡粟津村・大川村・上須戒村・菅田村・新谷村・平野村・南久米村・三善村・柳沢村が新設合併し、大洲市が発足[8]。
- 1958年（昭和33年）8月1日 - 一部（正信、鳥坂）を東宇和郡宇和町に編入[9]。
- 2005年（平成17年）1月11日 - 喜多郡長浜町・肱川町・河辺村と新設合併し、改めて大洲市が発足[10]。

## 政治
旧・大洲市は大洲市・喜多郡地域の行政の中心地として栄えてきた。
西隣の八幡浜市や西宇和郡、西予市を含めた広域で見ると、八幡浜市に県の八幡浜地方局（のちに「支局」となる）が置かれるなど県の行政の中心となっている一方、司法関係では地裁・家裁支部や地検支部は大洲市に置かれている。なお、公共職業安定所（ハローワーク）や税務署などは両市に所在している。

### 行政

#### 市長
- 二宮隆久（2期目）
- 任期：2026年5月19日

歴代市長
- 旧大洲市長

| 代 | 氏名     | 就任                      | 退任                      | 備考 |
| -- | -------- | ------------------------- | ------------------------- | ---- |
| 1  | 沼田恒夫 | 1954年（昭和29年）10月1日 | 1962年（昭和37年）9月30日 |      |
| 2  | 森永冨茂 | 1962年（昭和37年）10月1日 | 1965年（昭和40年）1月14日 |      |
| 3  | 村上清吉 | 1965年（昭和40年）2月13日 | 1977年（昭和52年）2月12日 |      |
| 4  | 近田宣秋 | 1977年（昭和52年）2月13日 | 1989年（平成元年）2月12日 |      |
| 5  | 桝田與一 | 1989年（平成元年）2月13日 | 2005年（平成17年）1月10日 |      |

- 大洲市長

| 代 | 氏名     | 就任年月日    | 退任年月日    | 備考                 |
| -- | -------- | ------------- | ------------- | -------------------- |
| 初 | 大森隆雄 | 2005年2月13日 |               | 旧大洲市議会議員     |
| 2  | 大森隆雄 |               | 2009年8月15日 | 任期中死去           |
|    |          | 2009年8月16日 | 2009年9月13日 | 職務代理者           |
| 3  | 清水裕   | 2009年9月13日 |               |                      |
| 4  | 清水裕   |               |               |                      |
| 5  | 清水裕   |               | 2018年3月30日 | 任期中死去           |
|    | 松田眞   | 2018年3月31日 | 2018年5月20日 | 職務代理者（副市長） |
| 6  | 二宮隆久 | 2018年5月20日 |               | 前教育長             |
| 7  | 二宮隆久 |               |               | 現職                 |

#### 役所
- 大洲市役所
  - 肱川支所
  - 長浜支所
  - 河辺支所

### 議会
2005年の市町村合併に際し、旧町村の不安に配慮する目的で議員に在任特例を適用したが、市民から反発を招き2005年（平成17年）9月、特例期間を一箇月残して自主解散。市民からのリコール運動も起こったが、自主解散すべきか審議中に海外旅行のため議会を欠席する議員が出るなど、その姿勢が問われた。

#### 市議会
大洲市議会
- 定数：21人
- 任期：2025年10月1日

#### 国会
衆議院
- 愛媛県第3区

## 出先機関・施設

### 国家機関
- 財務省
  - 大洲税務署
- 法務省
  - 松山地方法務局大洲支局
  - 松山刑務所大洲拘置支所
  - 松山地方検察庁大洲支部
  - 大洲区検察庁
- 国土交通省
  - 四国地方整備局大洲河川国道事務所
  - 四国地方整備局山鳥坂ダム工事事務所
- 農林水産省
  - 愛媛農政事務所地域第一課・大洲統計・情報センター
- 厚生労働省
  - 大洲公共職業安定所
- 防衛省
  - 自衛隊愛媛地方協力本部大洲地域事務所
- 大洲簡易裁判所
- 松山家庭裁判所大洲支部
- 松山地方裁判所大洲支部

### 県政機関
- 愛媛県八幡浜地方局大洲庁舎
- 愛媛県農業試験場蚕業支場
- 愛媛県食肉衛生検査センター

### 施設

#### 警察
警察署
- 愛媛県大洲警察署

交番
- 中央交番（大洲市大洲）
- 長浜交番（大洲市長浜）

駐在所
- 平野駐在所（大洲市西大洲）
- 菅田駐在所（大洲市菅田町菅田）
- 森山駐在所（大洲市森山）
- 新谷駐在所（大洲市新谷）
- 八多喜駐在所（大洲市八多喜町）
- 肱川駐在所（大洲市肱川町山鳥坂）
- 河辺駐在所（大洲市河辺町植松）
- 大和駐在所（大洲市長浜町下須戒）

警察官連絡所
- 柳沢警察官連絡所（大洲市柳沢）
- 宇和川警察官連絡所（大洲市肱川町宇和川）
- 櫛生警察官連絡所（大洲市長浜町櫛生）

#### 消防
本部
- 大洲地区広域消防事務組合

消防署
- 大洲消防署（大洲市大洲1034番地の4）

支署
- 長浜（大洲市長浜甲461番地1）
- 川上（大洲市肱川町宇和川2992番地1）

#### 医療・福祉
主な病院
- 市立大洲病院
- 大洲中央病院
- 大洲記念病院
- 喜多医師会病院

#### 文化施設
図書館
- 大洲市立図書館

生涯学習施設
- 国立大洲青少年交流の家 - 青少年用教育・研修施設。国立青少年教育振興機構が運営。

## 対外関係

### 姉妹都市・提携都市

#### 国内
提携都市
- 高島市（近畿地方 滋賀県）
  - 1999年（平成11年）に旧安曇川町と友好都市提携。
- 米子市（中国地方 鳥取県）

その他
- 過去には、伊予の小京都「大洲」として全国京都会議に加盟していたが脱退[1]。

## 経済

### 第一次産業

#### 農業
- 野菜
- 畜産
- 柑橘類（伊予柑など）

### 第二次産業
2017年の製造品出荷額等は297億円で、食料品、木材が上位を占めている。
1973年に松下寿電子工業（現:PHCホールディングス）が進出。雇用や産業などで大きな役割を果たしてきたがリーマンショックなどによる急速な業績を悪化を受けて、2010年3月に工場が閉鎖された。2007年の製造品出荷額等では507億円で電子部品が最も大きな割合を占め、約500名の従業員を雇用しており閉鎖により市には大きな打撃となった。

#### 工業
- 製材業
- 歯ブラシ製造など

工場・事業所がある主な企業
- 日泉化学大洲工場
- 積水化成品西部大洲工場
- 全農エネルギー西日本石油基地
- パナソニック四国エレクトロニクス大洲工場（2009年10月に撤退）
- ブルーム・クラシック愛媛テクノ工場

### 第三次産業

#### 商業
主な小売店
- アクトピア大洲 - フジグラン大洲を核店舗とする商業施設。
- マルナカ大洲店
- オズメッセ21
- いよてつ高島屋大洲店

### 本社を置く企業
- 西田興産
- 丸三産業
- 玉井民友商店
- 合田運送
- アライ

## 教育

### 高等学校
県立
- 愛媛県立大洲高等学校
- 愛媛県立大洲高等学校肱川分校
- 愛媛県立大洲農業高等学校
- 愛媛県立長浜高等学校

私立
- 帝京第五高等学校

### 中学校
市立
- 大洲市立大洲北中学校
- 大洲市立大洲東中学校
- 大洲市立大洲南中学校
- 大洲市立肱東中学校
- 大洲市立長浜中学校
- 大洲市立新谷中学校
- 大洲市立肱川中学校
- 大洲市立平野中学校

私立
- 帝京冨士中学校

### 小学校
市立
- 大洲市立粟津小学校
- 大洲市立喜多小学校
- 大洲市立久米小学校
- 大洲市立三善小学校
- 大洲市立上須戒小学校
- 大洲市立新谷小学校
- 大洲市立菅田小学校

- 大洲市立大洲小学校
- 大洲市立大成小学校
- 大洲市立南久米小学校
- 大洲市立平小学校
- 大洲市立平野小学校
- 大洲市立長浜小学校
- 大洲市立大和小学校

- 大洲市立白滝小学校
- 大洲市立正山小学校
- 大洲市立大谷小学校
- 大洲市立中野小学校
- 大洲市立予子林小学校
- 大洲市立河辺小学校

## 交通

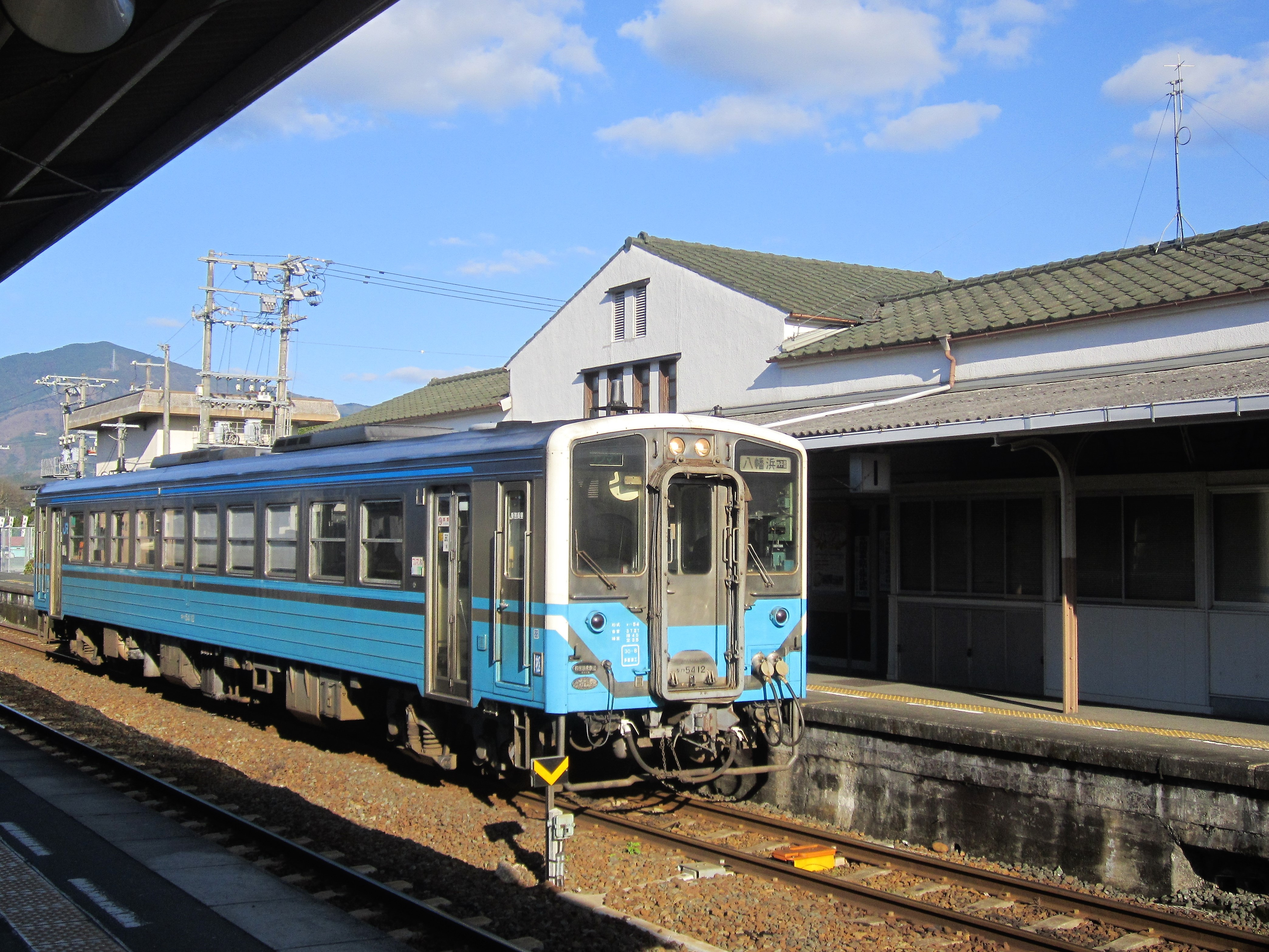
予讃線伊予大洲駅に入線するキハ54形気動車

### 鉄道
中心となる駅：伊予大洲駅

#### 鉄道路線
四国旅客鉄道（JR四国）
- 予讃線： 喜多灘駅 - 伊予長浜駅 - 伊予出石駅 - 伊予白滝駅 - 八多喜駅 - 春賀駅 - 五郎駅 - 伊予大洲駅 - 西大洲駅 - 伊予平野駅
- 愛ある伊予灘線：新谷駅 - 伊予大洲駅
- 内子線：新谷駅 - 喜多山駅

### バス

#### 路線バス
- 伊予鉄南予バス
- 宇和島自動車
- 肱南観光バス - 松山空港行きリムジンバスを運行している。
- 大洲市営バス

#### 都市間高速バス
- オレンジライナーえひめ号（東京線） - 横浜・新宿行き（伊予鉄バス・西東京バス）運休中
- オレンジライナーえひめ号（名古屋線） - 名古屋行き（伊予鉄バス・名鉄バス）
- オレンジライナーえひめ号（大阪線） - 大阪行き（伊予鉄バス・阪急バス）
- ウワジマエクスプレス（大阪・神戸 - 宇和島線） - 大阪・神戸行き（宇和島自動車・阪神バス）

### 道路

#### 高速道路
西日本高速道路（NEXCO西日本）
- 松山自動車道（大洲道路）
  - 大洲TB - 大洲IC - 大洲北IC - 大洲冨士IC - 大洲肱南IC - 大洲南IC

#### 国道
- 国道56号
- 国道197号
- 国道378号
- 国道441号

#### 県道
すべて愛媛県道。
主要地方道
- 24号大洲長浜線
- 28号長浜保内線
- 32号肱川公園線
- 36号野村柳谷線
- 43号長浜中村線
- 44号大洲野村線
- 54号串内子線
- 55号小田河辺大洲線
- 56号内子河辺野村線

一般県道
- 229号鳥首五十崎線
- 230号柳沢新谷停車場線
- 231号伊予大洲停車場線
- 232号菅田五郎停車場線
- 234号大洲保内線
- 235号野佐来八幡浜線
- 240号櫛生大洲線
- 245号河辺小田線

- 248号瀬田八多喜停車場線
- 259号信里伊予平野停車場線
- 308号蔵川大谷線
- 310号山鳥坂明荷谷線
- 330号藤縄長浜線
- 342号池田川崎線
- 343号予子林大谷線

#### 道の駅
- 清流の里ひじかわ（国道197号）

### 航路

#### 船舶
青島海運
- 旅客船あおしま - 沖合13.5kmに浮かぶ青島と長浜港を結ぶ唯一の航路。乗船時間約45分。1日2往復。

## 観光

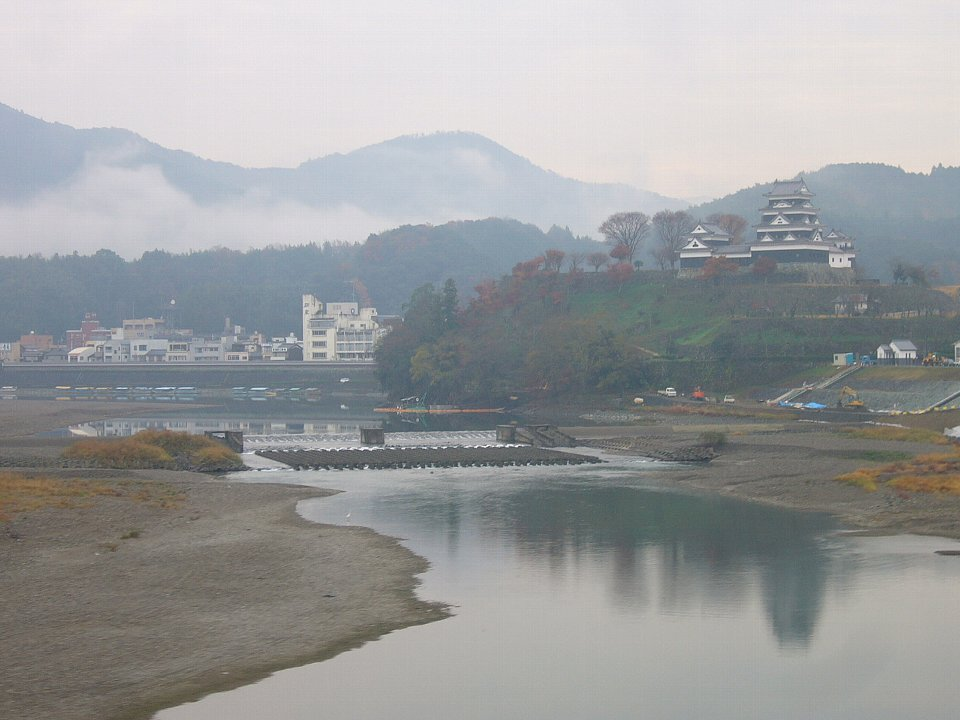
肱川と大洲城

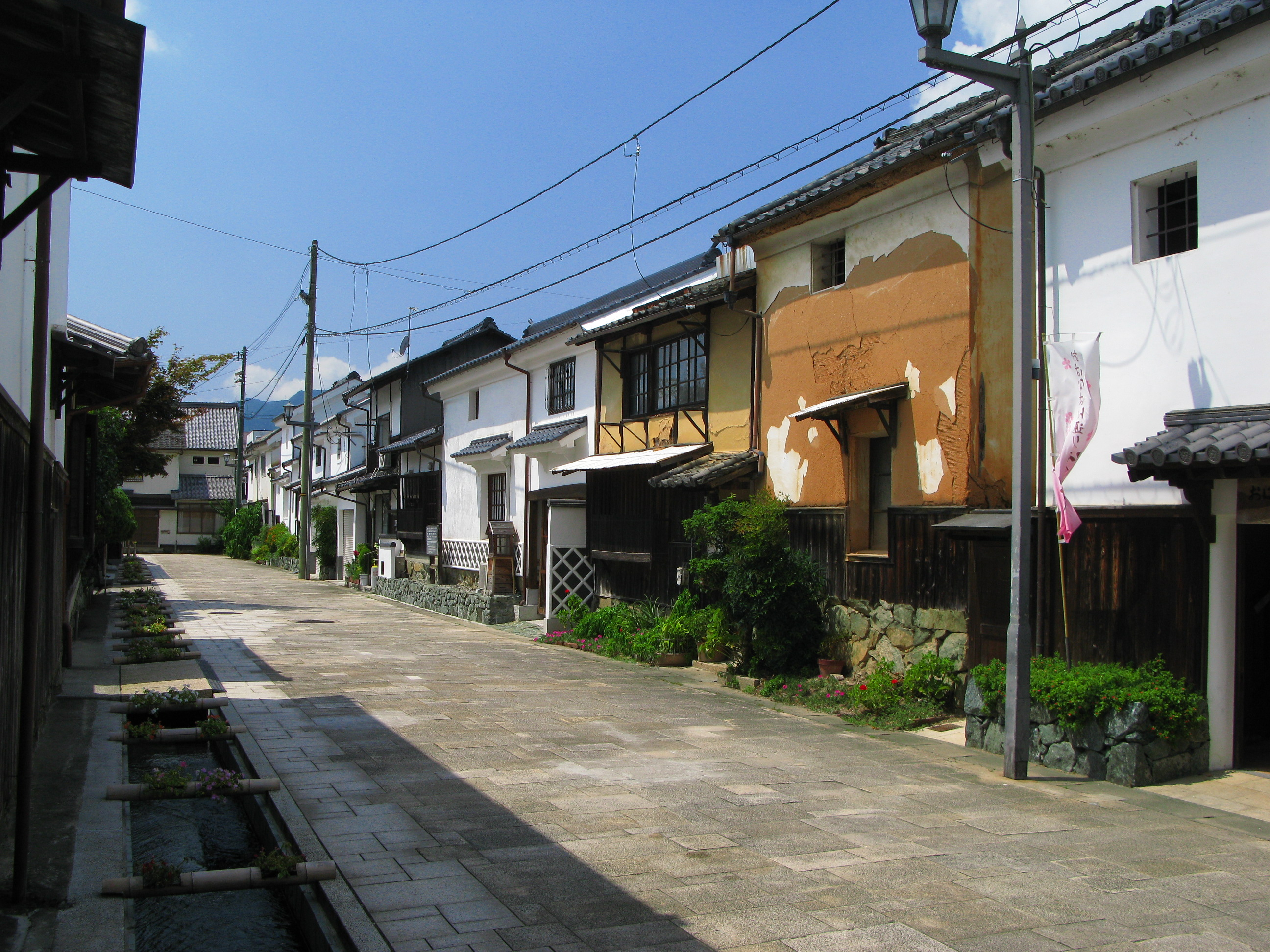
おはなはん通り

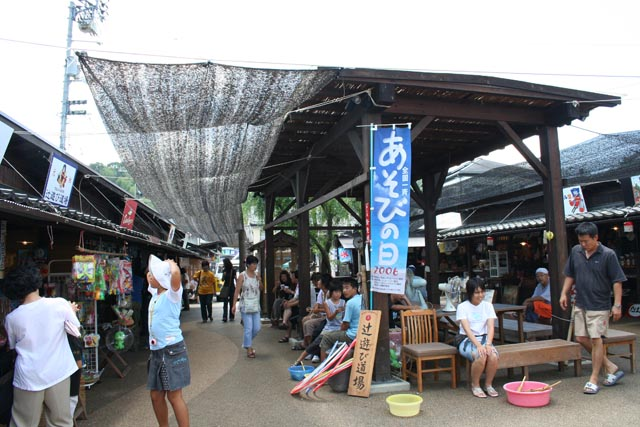
ポコペン横丁

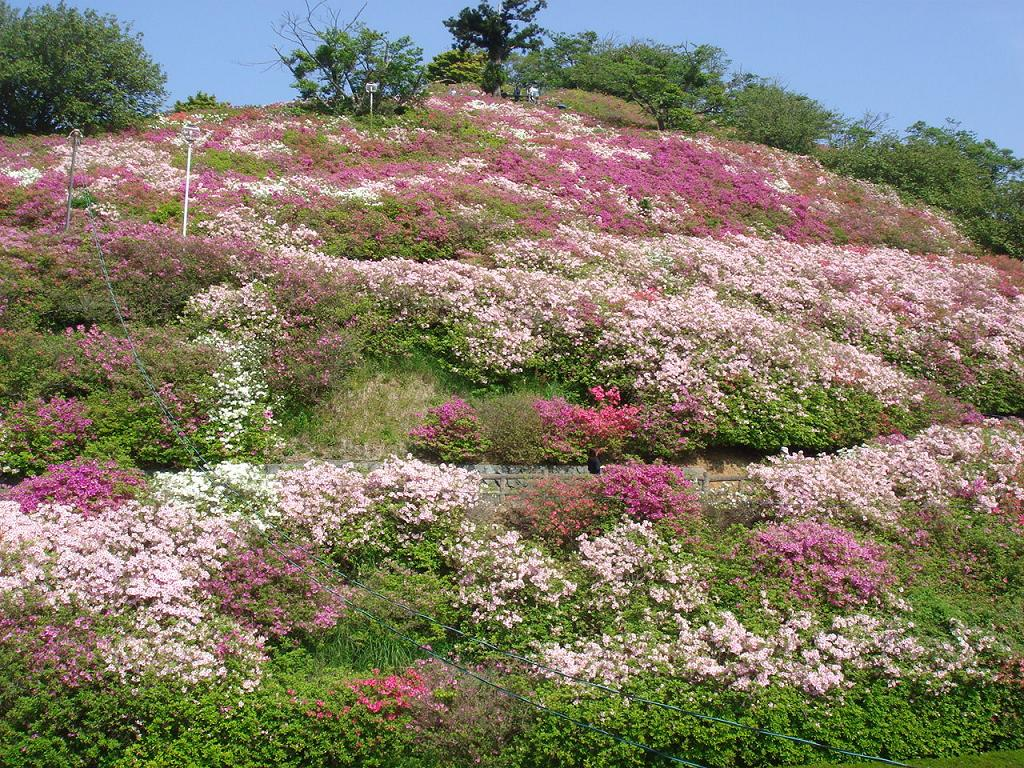
冨士山公園のつつじ

### 名所・旧跡
城郭・館
- 大洲城 - 2004年（平成16年）9月1日、木造で天守が復元された。日本100名城のひとつ。

寺院
- 金山出石寺 - 四国別格二十霊場7番霊場。
- 如法寺 - 仏殿が国の重要文化財に指定されている。
- 十夜ヶ橋大師堂 - 四国八十八箇所霊場番外札所・四国別格二十霊場8番霊場永徳寺の境外仏堂で、国道56号に架かる十夜ヶ橋の下部にある。橋梁はコンクリート製の道路橋で、交通量も比較的多い。修行時代の空海がこの地で一夜の宿を得られず橋の下で通夜（野宿）をとった伝承から、巡礼者（遍路）が夜を明かす姿も見られる。また、同じ伝承により巡礼中に各地の橋を渡るさいは、就寝中の空海を起さないよう杖をついてはならないという習慣がある[16][17][注釈 2]。
- 瑞龍寺 - 長浜町沖浦にある寺。国の重要文化財に指定されている木造十一面観音立像が安置されており、毎年4月17日の祭りでは一般に公開されている。また、墓地は映画『世界の中心で、愛をさけぶ』（2004年）のロケ地となった。

史跡
- 旧長浜町庁舎(現大洲市役所長浜支所庁舎)は、1936年(昭和11年)に建築された木造総2階建、入母屋造、瓦葺で昭和初期の洋風庁舎建築である。2000年(平成12年)に国の登録有形文化財に登録された。
- 末永家住宅旧主屋 - 1884年(明治17年)に建築された木造二階建で、2003年（平成15年）に国の登録有形文化財に登録された。
- 古学堂 - 伊予最古の図書館[18]で、市指定史跡になっている。

### 観光スポット
- おはなはん通り - 1966年から翌年に放送されたNHK連続テレビ小説『おはなはん』のロケ地。なまこ壁の家や腰板張りの土蔵群などが並ぶ。
- 大洲市立博物館
- 大洲市肱川風の博物館・歌麿館
- おおず赤煉瓦館
- ポコペン横丁
- 大洲まちの駅 あさもや - キタ・マネジメントが運営。
- 臥龍山荘 - 臥龍淵に立つ山荘で、明治時代に4年の歳月をかけて建てられた数寄屋造の名建築。国の重要文化財。
- 長浜大橋 - 肱川河口にかかる全国的にも珍しい道路開閉橋。1935年（昭和10年）完成。稼働中のものとしては日本国内唯一、1998年（平成10年)に国の登録有形文化財に登録され、2014年に国の重要文化財に指定された。
- 肱川あらし
  - 肱川あらし展望公園 - 肱川河口一帯を一望出来る展望台付き公園。肱川あらしの観察ポイント。
- 白滝公園 - 県内屈指の滝と紅葉が見所。毎年11月23日には「るり姫祭り」が催される。
- 鹿野川ダム - 肱川中流、肱川町にあるダム。1959年（昭和34年）3月完成。
- 道の駅清流の里ひじかわ
- 坂本龍馬脱藩の道
- 青島  - 長浜沖に浮かぶ小島。100匹の猫が住む島として観光客が増えている。
- 河辺ふるさと公園
- 樫谷棚田[19]

温泉・温浴施設
- 小薮温泉 - 肱川上流の小薮渓谷に1870年代から湧くと伝えられ、以来湯治場として賑わう名湯。1913年（大正2年）築の木造3階建てで、2000年（平成12年）に国の登録有形文化財に登録されている「小薮温泉」が一軒宿。

## 文化・名物

### 祭事・催事
- 鵜飼い
- いもたき
- るり姫祭り（長浜町白滝）
- 大洲まつり
- 大洲川まつり花火大会
- つつじまつり
- 観光さくらまつり
- ながはま赤橋夏まつり
- ほたるまつり
- しょうぶまつり
- もみじまつり
- 滝まつり
- ドラゴンボート大会
- 肱川ふれあいまつり
- わらじで歩こう坂本龍馬脱藩の道
- おおず浪漫祭
- 川下り遊覧

### 名産・特産
- 志ぐれ

大洲（旧大洲市）と長浜（旧長浜町）に製造業者があり、長浜の方がどちらかというともちもちしている。大洲まちの駅 あさもや、冨永松栄堂などで買い求めることができる。
- フグ

長浜沖で獲れ、昭和40年頃が最盛期であった。今日では漁獲高は激減し、ふぐ漁専用の設備を持つ漁業者は10戸程度となっている。主として、広島、松山方面に出荷されるが、地元料理店にも卸される。長浜にはふぐ料理店も数店存在し、市外ではあまり知られないが、隠れた名物となっている。

## 出身の人物
- 彩風咲奈（宝塚歌劇団）
- 市川憲和（デジタル・インフォメーション・テクノロジー創業者・名誉会長）
- 井上要（政治家・実業家、元伊予鉄道社長）
- 井上仁郎（大日本帝国陸軍）
- 丑尾健太郎（脚本家）
- 大森敬仁（映画監督・映像作品プロデューサー）
- 冲永荘兵衛（教育者、帝京大学グループ創始者）
- 河東義之（建築史研究者）
- 菊原共基 （放送作家）
- 高野公彦（歌人）
- 高山長幸（東洋拓殖総裁、衆議院議員）
- たきのえいじ（作詞家・作曲家）
- 武内陶子（アナウンサー）
- 武田斐三郎（武士・科学者）
- 富永ゆかり（漫画家）
- 中江藤樹（陽明学者）
- 中野忠晴（作曲家）
- 中村修二（技術者、青色発光ダイオード開発者）
- 西田司（政治家）
- 松村正恒（建築家）
- 松本零士（漫画家）
- 村上保（彫刻家・イラストレーター）
- らくさぶろう（落語家）

## ゆかりのある人物
- 樫山文枝（女優） - NHK連続テレビ小説『おはなはん』にて大洲市出身の主人公・はなを演じた。

## 作品
大洲市を舞台とした作品

### 音楽
- ありふれた一日

### 映画
- すずめの戸締まり - 主人公の岩戸鈴芽が海部千果と出会った愛媛で肱川や大洲城などが映る。